# Vehkalampi (sjö i Pieksämäki, Södra Savolax)
Vehkalampi är en sjö i kommunen Pieksämäki i landskapet Södra Savolax i Finland. Sjön ligger 119,9 meter över havet. Arean är 42 hektar och strandlinjen är 3,32 kilometer lång. Sjön  ingår i Kymmene älvs huvudavrinningsområde.   Den ligger omkring 68 kilometer norr om S:t Michel och omkring 260 kilometer norr om Helsingfors. 
Sjön ligger nära Pieksämäki mellan sjöarna Vangasjärvi och Pieksänjärvi.